# Малокурганный
Малокурга́нный — посёлок в Карачаево-Черкесской Республике. Входит в состав муниципального образования «Карачаевский городской округ».

## География
Посёлок расположен в северной части Карачаевского городского округа, на правом берегу реки Кубань. Находится в 7 км к северу от административного центра — Карачаевск и в 55 км к юго-западу от города Черкесск.
Граничит с землями населённых пунктов: Хумара на севере, Кубрань на востоке, Новый Карачай на юге и Орджоникидзевский на западе.
Населённый пункт расположен в горной зоне республики. Рельеф местности представляет собой сильно пересечённую местность. Жилые строения расположены в долине реки Кубань. Средние высоты на территории посёлка составляют 829 метра над уровнем моря. Наивысшей точкой является гора Тамара, расположенное к юго-востоку от посёлка.
Гидрографическая сеть в основном представлена рекой Кубань и его правым притоком Кубрань. Выше в горах расположено озеро Белое.
Климат умеренно-теплый. Среднегодовая температура воздуха положительная и составляет около +8,8°С. Средняя температура июля составляет около +20°С, средняя температура января −2°С. Среднегодовое количество осадков составляет около 850 мм в год. Основная их часть приходится на период с апреля по июнь.

## История
В эпоху существования Алании, на месте современного посёлка существовал один из его крупнейших городов.
Ныне на горе Тамара сохранилось городище от древнего поселения. По дороге к нему стоит менгир высотой в 4 метра. Предназначение крупных каменных столбов-менгиров, иногда с арабскими, иранскими, тюркскими или греческими надписями, до сих пор не выяснено. Предполагают, что это дорожные указатели, которые были необходимы на древних караванных путях, ведших к средневековым городам Алании и далее через перевалы в Закавказье.
В самом посёлке Малокурганный отмечены грунтовые захоронения и богатые гробницы, которые оказались либо разрушенными, либо разграбленными. В окрестностях посёлка краеведом С. Д. Мастепановым обнаружены несколько средневековых гробниц, имевших вид каменных ящиков. По мнению исследователей, город пришёл в упадок одновременно с падением Аланского государства.
Современное поселение было основано в 1940 году, переселенцами из аула Хумара и посёлка Орджоникидзевский. 
В 1972 году Указом Президиума ВС РСФСР посёлок шахты № 6 переименован в Малокурганный. Тогда же посёлок Малокурганный с близлежащим посёлком Орджоникидзевский были включены в состав Карачаевского горсовета (ныне городской округ).
Ныне посёлок подведомственен местной администрации пгт. Орджоникидзевский Карачаевского городского округа. 

## Население
| 2010 | 2021 |
| ---- | ---- |
| 1121 | ↘981 |

Национальный состав
По данным Всероссийской переписи населения 2010 года:
| Народ      | Численность, чел. | Доля от всего населения, % |
| ---------- | ----------------- | -------------------------- |
| черкесы    | 373               | 33,3 %                     |
| русские    | 347               | 31,0 %                     |
| карачаевцы | 271               | 24,2 %                     |
| абазины    | 84                | 7,5 %                      |
| осетины    | 14                | 1,2 %                      |
| другие     | 32                | 2,8 %                      |
| всего      | 1 121             | 100 %                      |

## Образование
- Средняя общеобразовательная школа «имени М.С. Остроухова» — ул. Советская, 56.
- Начальная школа Детский сад «Буратино» — ул. Советская, 54.

## Здравоохранение
- Участковая больница
- Ветеринарный участок

## Экономика
Основу экономики посёлка составляют туризм и сельское хозяйство. За последние десятилетия пришла в упадок промышленность, связанная с горнодобывающей деятельностью.

## Улицы
Улицы
| Базарная   |
| Кубранская |
| Лесная     |
| Мира       |

| Набережная |
| Подгорная  |
| Садовая    |
| Сенная     |

| Советская  |
| Шахтёрская |
| Шоссейная  |

Переулки
| Клубный |
| Кривой  |

| Овражный |

| Тупиковый |